# Майкл Джон Паренті
Майкл Паренті (народився в 1933 році) — американський лівий політолог, політичний економіст, історик, і критик культури, критик існуючої капіталістичної системи який пише про наукові та популярні теми. Закінчив Єльський університет в 1962 році за спеціальністю політології зі ступенем Ph.D. Викладав в ряді коледжів і університетів, в Сполучених Штатах і за кордоном був гостем-викладачем в кампусі і перед громадською аудиторією. Через своїх погляди в США став дисидентом. Батько лівого публіциста Крістіана Паренті. Роботи переведені щонайменше на сімнадцять мов.

## Передумови
Пареті захистив кандидатську доктора політичних наук в Єльському університеті. Він є автором 23 книг та багатьох інших статей. Його твори були перекладені як мінімум на вісімнадцять мов. Його періодичні лекції часто проводяться в США та за кордоном. Він є батьком Крістіана Паренті, автором та вкладником журналу «Нація» (The Nation.)
Його письмові праці охоплюють широке коло питань: політика США, культура, ідеологія, політична економія, імперіалізм, фашизм, комунізм, демократичний соціалізм, вільнонаймані православ'я, консервативна правосуддя, релігія, антична історія, сучасна історія, історіографія, репресії в наукових кругах. , новини та розважальні ЗМІ, технології, екологізм, сексизм, расизм, Венесуела, війни в Іраку та Югославії, етнічна приналежність та раннє життя. Можливо, його найвпливовіша книга — «Демократія для малих», дев'яте видання, критичний аналіз суспільства, економіки та політичних інститутів США та підручник з політології на рівні коледжів, опублікований Wadsworth Publishing. В останні роки він займається такими темами, як «Імперія: минуле і сьогодення», «США інтервенціонізм: справа Іраку», «Раса, гендер і класова держава», «Ідеологія та історія», «Крах комунізму» і «Тероризм і глобалізація».
Майкл Паренті виріс в італійсько-американській сім'ї робочого класу в Нью-Йорку, про що він написав. Багато років Пареті викладав політичні та соціальні науки в різних вищих навчальних закладах. Зрештою він повністю присвятив себе написанню робіт, публічним виступам та політичній діяльності.
У 1974 році Паренті потрапив у Вермонт за квитком партію Союзу Свободи на конгрес США та отримав 7 % голосів.
У 1980-х роках він був приїжджим співробітником Інституту політичних досліджень у Вашингтоні, округ Колумбія. У Вашингтоні, D.C., у 2003 році Кавказ за нову політичну науку надав йому премію за досягнення в кар'єрі. У 2007 році він отримав Сертифікат спеціального визнання конгресу від представника США Барбарі Лі та нагороди від Нью-Джерсі.
Він служив близько 12 років суддею по проекту «Цензура». Він також є членом консультативних рад незалежної мережі прогресивної політики та освіти без кордонів; а також учасником консультативної редакційні колегії Нової Політології та природи, суспільства та думки.

## Вбити націю: напад на Югославію
У 2000 році «Verso Books» опублікував «Parenti's To Kill a Nation: The Attack on Yugoslavia». За твердженням Кіркуса: "Паренті відрізняє будь-яку частину загальноприйнятої мудрості про розпад колишньої Югославії, косовську кризу та бомбардувальну кампанію НАТО проти сербської держави в підтримці косовських албанців, а збирає альтернативну історію, в якій коаліція під керівництвом американського народу, підтримана агресивними фінансовими інтересами, призвела до громадянської війни та глибоко руйнівної повітряної кампанії, яка призвела до загибелі щонайменше трьох тисяч мирних жителів ". Огляд видавців у тижневику заявив: " Паренті дає критичну оцінку цієї інтервенції на підставі твердого і пристрасного відкидання західних лідерів «брехнею» про події на Балканах та західні інтереси в цій частині світу. Читачі, не знайомі з його лівим аналізом, можуть вважати, що звільнення Партені з приводу обґрунтування НАТО для його бомбардувальної кампанії за 1999 рік шокуюче або недоречне, іншим може здатися, що це провокація думкою ".

## Вбивство Юлія Цезаря: Народна історія Стародавнього Риму
У 2003 році «Нова преса» опублікувала роботу Паренті «Вбивство Юлія Цезаря: Народна історія Стародавнього Риму». PW сказав: «Пантіні … розповідає про провокаційну історію стародавньої республіки Риму (100-33 р. До н. е.), щоб продемонструвати, що смерть Цезаря стала кульмінацією зростаючого класового конфлікту, економічного невідповідності та політичної корупції». Написані відгуки Керкуса: «Популістський історик Паренті … розглядає найзнаменитіше вбивство Давнього Риму не як тираніцид, а як кровопролитну сцену в нескінченній драмі класової війни». Кіркус назвав цю книгу «ревізіоністською історією на її найбільш провокаційній». Політичні справи писали: «Це чудова книга і хороша для читання».

## Бог і Його демони
Книга Прометей публікувала книгу Parenti's 2010, «Бог і Його демони». Написавши для Сан-Франциско хроніку, Дон Латтин сказав: «Бог і його демони — це гнітюча книжка з великою душею». Більша частина цього полягає у переліку звичайних підозрюваних, які ми знаходимо в новій хвилі атеїстичної шикарної наукової літератури — цілей, таких як ісламістські екстремісти, Телевізійні проповідники, католицькі священики, християнські правителі, креаціоністи, лідери культу і, в історичному контексті, нагадування про те, що хрестові походи та інквізиція також не були пікніком, а також втомленим переліком усіх цих неприємних уривків єврейську Біблію та антисемітизм у великому перекладі Нового Заповіту «. Називаючи це» гнівним обсягом «, що» не дає чіткого аргументу ", " Publishers Weekly "сказав: " Його поблажливий тирад спрямований не стільки на релігію, скільки на люди, котрі — одне враження — він ледве страждає ".